# Pale Blue Dot

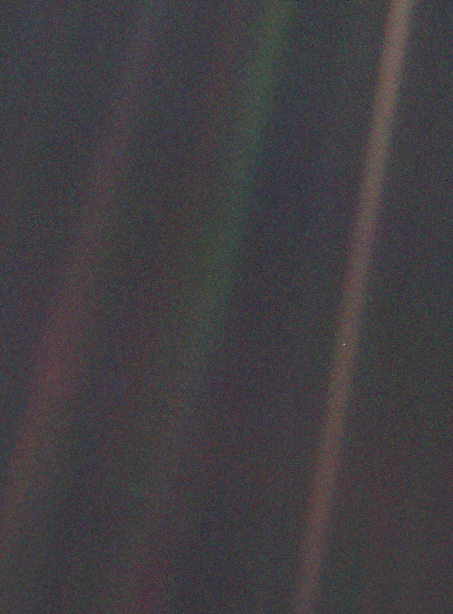
De Aarde (gezien vanaf 6 miljard kilometer) is een klein blauw puntje (rechts op de foto ongeveer halverwege de bruine band) in de duisternis van het uitgestrekte heelal. De gekleurde banden op de foto zijn verstrooiingen van het zonlicht in de lens, als gevolg van de relatieve nabijheid van de Zon bij de Aarde.

Pale Blue Dot is een foto genomen door de ruimtesonde Voyager 1 van de aarde op een recordafstand van 40 AU (6 miljard kilometer). De foto werd op 14 februari 1990 gemaakt als onderdeel van een “familieportret” van de planeten in het zonnestelsel. Het toont aan hoe klein de Aarde (0,12 pixels op de foto) is tegenover de uitgestrektheid van het heelal.
Hoewel Voyager 1 zijn primaire opdracht voltooid had en onderweg was het zonnestelsel te verlaten, werd (op vraag van Carl Sagan) door NASA de camera gedraaid om een foto te nemen van de aarde met de grote uitgestrektheid van het heelal als achtergrond.
De naam van de foto werd in 1994 door Sagan gebruikt als titel van zijn boek Pale Blue Dot: A Vision of the Human Future in Space.

## Reflecties
In zijn boek uit 1994, Pale Blue Dot , becommentarieert Carl Sagan wat hij ziet als de grotere betekenis van de foto, door te schrijven:
Kijk nog eens naar die stip. Dat is hier. Dat is thuis. Dat zijn wij. Daarop heeft iedereen van wie je houdt, iedereen die je kent, iedereen van wie je ooit hebt gehoord, elk mens dat ooit heeft bestaan, zijn leven geleefd. Het geheel van onze vreugde en lijden, duizenden zelfverzekerde religies, ideologieën en economische doctrines, elke jager en verzamelaar, elke held en lafaard, elke schepper en vernietiger van de beschaving, elke koning en boer, elk jong verliefd stel, elke moeder en vader, hoopvol kind, uitvinder en ontdekkingsreiziger, elke moraalleraar, elke corrupte politicus, elke 'superster', elke 'hoogste leider', elke heilige en zondaar in de geschiedenis van onze soort leefde daar - op een stofje dat zweeft in een zonnestraal.
De aarde is een heel klein podium in een enorme kosmische arena. Denk aan de rivieren van bloed die door al die generaals en keizers zijn vergoten, zodat ze in glorie en triomf de tijdelijke meesters konden worden van een fractie van een stip. Denk aan de eindeloze wreedheden die de bewoners van de ene hoek van deze pixel hebben ondergaan op de nauwelijks te onderscheiden bewoners van een andere hoek, hoe vaak ze misverstanden hebben, hoe graag ze elkaar willen doden, hoe vurig hun haat is.
Onze houdingen, onze ingebeelde eigendunk, de waan dat we een bevoorrechte positie in het universum hebben, worden uitgedaagd door dit punt van bleek licht. Onze planeet is een eenzaam stipje in de grote omhullende kosmische duisternis. In onze duisternis, in al deze uitgestrektheid, is er geen enkele aanwijzing dat er hulp van elders zal komen om ons van onszelf te redden.
De aarde is de enige wereld waarvan tot nu toe bekend is dat ze leven herbergt. Er is nergens anders, althans in de nabije toekomst, waarnaar onze soort zou kunnen migreren. Bezoek, ja. Vasthouden, nog niet. Of je het nu leuk vindt of niet, voorlopig is de aarde waar we ons standpunt innemen.
Er is gezegd dat astronomie een vernederende en karaktervormende ervaring is. Er is misschien geen betere demonstratie van de dwaasheid van menselijke verwaandheden dan dit verre beeld van onze kleine wereld. Voor mij onderstreept het onze verantwoordelijkheid om vriendelijker met elkaar om te gaan en om de lichtblauwe stip, het enige huis dat we ooit hebben gekend, te behouden en te koesteren. 

Carl Sagan 

## In populaire media
De Finse symfonische metalband Nightwish heeft de eerste alinea van bovenstaande tekst opgenomen in het nummer Ad Astra, van het album Human. :II: Nature.. 